# Orientação Parental de TV
O sistema de TV Parental Guidelines, traduzido como Orientação Parental de TV, foi proposto pela primeira vez em 19 de dezembro de 1996 pelo Congresso dos Estados Unidos, a indústria da televisão e da Federal Communications Commission (FCC), entrou em vigor em 1º de janeiro de 1997 na maioria das grandes transmissões e redes de TV a cabo dos EUA, em resposta às preocupações do público, cada vez mais de conteúdo sexual explícito, violência gráfica e palavrões fortes em programas de televisão. Foi estabelecido como um sistema de participação voluntária, com avaliações a serem determinadas pelas transmissões, individualmente dos participantes e as redes de cabo.
Ele foi projetado especificamente para ser usado com o chip-V, que foi mandado para ser construída em todas as televisões fabricadas desde 2000, mas as próprias orientações não têm força jurídica e não se aplicam a notícias ou programas desportivos, impedindo assim como redes CNN, Fox News, ESPN e Fox Sports aplicar o sistema de classificação, juntamente com a maioria dos infomerciais (que são classificados os mesmos intervalos regulares de publicidade comercial, que também não é avaliado), mas recentemente, esta regra tem deixado de aplicar algumas notícias de entretenimento e programas news-magazine como Extra Access Hollywood que todos carregam agora a classificação "PG-TV" e principalmente devido ao conteúdo de fontes externas, incluindo programação de televisão que a realidade é muitas vezes superior ao limiar de TV-G.

## Classificações

### TV-Y
(Conteúdo infantil)
Animações ou live-actions infantis, os temas e os elementos neste programa são projetados especificamente para um público muito jovem, incluindo crianças de idades 2 à 6. Esses programas não são esperados para assustar as crianças mais novas. São exemplos de programas emitidos esta classificação incluem Vila Sésamo, Barney e seus amigos, Dora, a Aventureira, Go, Diego, Go! e Backyardigans. Além disso, em alguns programas de TV-Y, é geralmente aquelas debatidas em redes over-the-air de transmissão variando da TV NBC, logotipo da E/I será mostrado através de elementos do programa se ele contém conteúdo educacional.

### TV-Y7
(Não recomendado para menores de 7 anos)
Esta classificação pode não ser apropriadas para algumas crianças com menos de 7 anos. Esta avaliação pode incluir humor suave, violência animada leve, ou conteúdo considerado demasiado assustador ou controverso para ser mostrado às crianças menores de 7 anos. Exemplos: Mansão Foster Para Amigos Imaginários, KND: A Turma do Bairro, Gravity Falls e Bob Esponja.

### TV-Y7-FV
(Não recomendado para menores de 7 anos com violência fantasiosa)
Quando uma animação tem visivelmente mais violência de fantasia, ele é classificado como "TV-Y7-FV". Exemplos: Digimon, Pokémon (depois de ser transferida para o Cartoon Network, onde na Kids WB foi anteriormente avaliado como "TV-Y"), Power Rangers, e a série Sonic X. A maioria das animações japonesas ou animes dublados e dirigido para crianças nos Estados Unidos, são sugeridas com esta classificação.

### TV-G
(Recomendado para todos os públicos)
Embora, esta classificação não é muito usado para ser atribuído nas animações especificamente para crianças, a maioria dos pais podem deixar as crianças mais jovens assistir este programa autônomo. Contém pouca ou nenhuma violência, linguagem leve e pouco ou nenhum diálogo sexual. Redes de informações como jornais, são geralmente classificados como "TV-G". Show são direcionados para pré-adolescentes e adolescentes na Nickelodeon e no Disney Channel estão classificados como "TV-G".

### TV-PG
(Classificação destinada com a orientação parental)
Esta classificação significa que o programa pode não ser adequado para crianças menores sem a orientação dos pais. Muitos pais podem querer vê-lo com seus filhos mais jovens. Vários conteúdos meio não apropriados são classificados como "PG-TV" para conteúdos familiares, diálogos, humor sugestivos e linguagem inapropriada. Alguns seriados do horário nobre, como Everybody Loves Raymond, Os Simpsons, Futurama (FOX e nas transmissões do Adult Swim), Seinfeld, e a série Dragon Ball geralmente classificado como "PG-TV". Desde 2008, todas as programações do WWE (incluindo o seus Pay-Per-Views) foram classificados como "TV-PG" (que eram anteriormente como "TV-14", mas a classificação foi alterada para atrair mais o público).
A classificação PG-TV podem ser acompanhadas por um ou mais das seguintes sub-classificações:
- D para diálogos leve
- L para linguagem inapropriada leve ou infrequente
- S para algumas com conteúdos sexuais leve
- V para violência moderada (exemplo de presença de armas de fogo e branca desde que não faça apologia à violência).

### TV-14
(Orientação Parental extremamente recomendada, Não recomendado para menores de 14 anos)
Os pais estão dispostos a exercer um maior cuidado no acompanhamento do programa e são advertidos contra deixar as crianças de qualquer idade nas horas muito tarde. A classificação "TV-14" podem ser acompanhadas por um ou mais das seguintes sub-classificações:
- D para diálogos
- L para linguagem inapropriada leve ou infrequente ou um pouco intensa.
- S para conteúdo sexuais moderado
- V para violência moderada ou intensa (exemplo: pode ocorrer assassinato, estigma/preconceito e assédio sexual).

Muitos programas que estão no ar depois de 21:00, a maioria estão classificados como "TV-14", incluindo "The Tonight Show" e "Saturday Night Live". Alguns filmes classificado como "PG-13" ou "R" são classificados como TV-14 na televisão americana, quando é editado para a transmissão. Animes como Bleach e Inuyasha é alternativamente classificado entre "TV-PG" ou "TV-14". Total Nonstop Action Wrestling ou TNA tem a classificação de "TV-14" em todos os seus programas, devido à sua violência, conteúdo sexual e de diálogo, ao contrário de seu concorrente, o WWE que tinha a classificação de "TV-14" e depois foi mudada para "TV-PG".
Programações ao vivo nas televisões, como cerimônias de premiações, shows e algumas promoções são por vezes classificado como "TV-14", por causa da possibilidade de que a profanidade ou sugestivo diálogo pode ocorrer.

### TV-MA
(Audiência madura — não recomendado para menores de 17 anos)
A classificação "TV-MA", o programa não é adequado para menores de 17 anos. Esta classificação foi originalmente como "RV-M" no início de 1997, mas foi alterado devido a uma disputa de marca e de remover a confusão com o "M" da ESRB, empresa de classificação para jogos. O programa pode conter muita violência, como por exemplo pode ocorrer torturas, mutilações e suicídios, linguagem chula forte (palavrões fortes), diálogos sexuais, nudez e/ou conteúdo sexual forte. A maioria dos programas de televisão que levam esta classificação estão na TV a cabo e TV via satélite, a rede de televisão raramente vai ao ar a programação que justifiquem desta tal classificação, devido à Federal Communications Commission, indecência e obscenidade diretrizes que impedem a maior parte deste tipo de programação de aeração em televisão. O filme A Lista de Schindler foi a primeiro filme a ter a classificação de "TV-MA", e o episódio piloto do drama policial da CBS, o Brooklyn Sul fez a série ser a primeira série com a classificação "TV-MA". Programações originais a ser exibida na noite em algumas redes de TV a cabo, geralmente, irá realizar esta classificação.
A classificação "TV-MA" podem ser acompanhadas por um ou mais das seguintes subclassificações:
- L para linguagem inapropriada intensa.
- S para conteúdo sexual forte ou gráfica (exemplo: pode ocorrer relações sexuais independente que seja explícita ou não).
- V para violência gráfica (exemplo: pode ocorrer violência de forte impacto imagético, torturas, mutilações e suicídios).

Não há nenhum D (diálogo sugestivo) de sub-classificação para a "TV-MA", apesar de alguns canais, como Comedy Central, Spike TV, Logo e IFC, irão usar o "D" de sub-classificação.

## Subclassificações usadas
Algumas classificações são acompanhadas pelas subclassificações dependendo pelos conteúdos dos programas.
| Classificação | Violência (V) | Linguagem inapropriada (L) | Conteúdo sexual (S) | Diálogo (D)                                    | Violência Fantasia (FV) |
| ------------- | ------------- | -------------------------- | ------------------- | ---------------------------------------------- | ----------------------- |
| TV-Y          | (não usado)   | (não usado)                | (não usado)         | (não usado)                                    | (não usado)             |
| TV-Y7         | (não usado)   | (não usado)                | (não usado)         | (não usado)                                    | (usado exclusivamente)  |
| TV-G          | (não usado)   | (não usado)                | (não usado)         | (não usado)                                    | (não usado)             |
| TV-PG         | (usado)       | (usado)                    | (usado)             | (usado)                                        | (não usado)             |
| TV-14         | (usado)       | (usado)                    | (usado)             | (usado)                                        | (não usado)             |
| TV-MA         | (usado)       | (usado)                    | (usado)             | (usado até 1998, em alguns canais ainda usam)* | (não usado)             |